# 羅佛蘭登
《羅佛蘭登》（英語：Roverandom）是J·R·R·托爾金創作的中篇小說，最初是為他兒子約翰與麥可而寫的。主角是名叫「羅佛」的小狗，受到巫師惩罚被變成了玩具，掉在海灘上，牠歷經了一番冒險，包括登上月球與深入海底，最後恢復為正常的樣子。
該作在托爾金去世後，由托爾金專家韋恩·G·哈蒙德與克里斯蒂娜·斯卡爾夫妻整理出版，收錄於《托爾金奇幻小說集》內。

## 創作背景
托爾金總是喜愛向自己的子女講故事，從1920年耶誕節起他開始以耶誕老人的名義向子女們寫信，而平時他也會構想出一些人物如幸福先生、湯姆·龐巴迪的冒險故事向子女們講述，並搭配自己畫的插圖。
《羅佛蘭登》故事的起源於1925年，托爾金與妻子伊迪絲以及三個孩子（約翰、麥可及克里斯托夫）一同去約克郡的法利度假，在那裡住了一段時間。這時候的麥可非常喜歡自己的一隻玩具狗，與它形影不離，一次他在沙灘遺失了玩具狗，因而非常傷心，他們在卵石中找了兩天仍未找到玩具狗，直到後來暴風雨來襲，住在木屋裡的一家人都非常害怕。托爾金也因此有了靈感，開始構思《羅佛蘭登》的故事，他邊想邊講這個故事：「《羅佛蘭登》這故事，本来是寫了逗約翰（隨著故事的展開，我也開始感興趣了）高興的，完成了」。後來約翰·托爾金還記得父親向他和麥可講這個故事以安慰他們。
《羅佛蘭登》故事中的一些事物都源自於1925年度假時發生的事，例如玩具狗與暴風雨。紅白雙龍是取材自亞瑟王和梅林的傳說，也有其他不少事物是取材自於北歐神話、《愛麗絲夢遊仙境》、《西爾薇與布魯諾》、《沙仙活地魔》等傳說或作品。
此外，《羅佛蘭登》之中也有一些情節跟後來的《哈比人》與《魔戒》很類似，例如羅佛騎著米奥就類似於《哈比人》中比爾博抓住巨鷹腳踝前往鷹巢的場景，大白龍和巨型蜘蛛也與孤山惡龍史矛革和幽暗密林大蜘蛛有相似之處，而故事中提及的「群山之下綠坡之上的精靈之城」其實就是《精靈寶鑽》中維林諾的寫照。

## 插圖
托爾金共為《羅佛蘭登》創作了五幅插圖，第一張《月球景觀》是在1925年完成的，其餘三張《大白龍追逐羅佛蘭登和月亮狗》、《“羅佛”開始其作為“玩具”歷險的房子》、《人魚王的宫殿花園》皆是1927年一家人在萊姆里傑斯市度假時畫的。最後一張沒有註明標題的插圖繪於1927—1928年，顯示羅佛騎著海鷗米奥登月。

## 出版
在1936年年底，出版商史坦利·昂溫極力建議托爾金再出《哈比人》的續集，於是托爾金便將《羅佛蘭登》與《幸福先生》等作一起交給昂溫，昂溫將這些作品交給了兒子雷納·昂溫閱讀及評價，雷納讀過《羅佛蘭登》後認為這篇故事「寫得很好，引人入勝」，但是史坦利·昂溫終究並未接受《羅佛蘭登》及其他這些作品。
托爾金過世後，學者韋恩·G·哈蒙德與克里斯蒂娜·斯卡爾夫妻整理了《羅佛蘭登》並於1997年出版，收錄在《托爾金奇幻小說集》之中。